# 찬허 후이족구
찬허 후이족구(한국어: 전하회족구, 중국어: 瀍河回族区, 병음: Chánhé Huízú Qū)는 중화인민공화국 허난성 뤄양 시의 현급 행정 구역이다. 넓이는 29km2이고, 인구는 2007년 기준으로 170,000명이다.

## 행정 구역
7개 가도, 1개 민족향을 관할한다.
- 가도: 东关街道, 瀍西街道, 五股路街道, 北窑街道, 塔湾街道, 杨文街道, 华林新村街道.
- 민족향: 瀍河回族乡.